# Бревиарий от основания города
«Бревиа́рий от основа́ния го́рода» (лат. Breviarium ab Urbe condita), или «Бревиарий ри́мской исто́рии» (лат. Breviarium historiae romanae), — историческое произведение древнеримского автора Флавия Евтропия. Было написано в 369 или 370 году для обучения молодого императора Валента II и излагает историю древнего Рима от основания до 364 года. Состоит из 10 «книг», которые суммарно занимают порядка 30 современных страниц.

## Описание
Повествование простое, без стилистических прикрас и литературных претензий, с минимальным количеством подчинительных конструкций, и изложено на латинском, а не древнегреческом языке (которого Валент не знал). Евтропий опускает политические, экономические и административные детали, описывая в первую очередь военную сторону появления и сохранения империи.
Прообразом первых 6 книг, описывающих период до конца республики, послужила «История от основания города» Тита Ливия. Предположительно использовались также материалы других историков: Полибия, Дионисия, Плутарха, Аппиана. Написаны как анналы: излагают события в хронологическом порядке по основным консулам.
- Книга I: от основания Рима (753 до н. э.) до победы Камилла над галлами в 390 до н. э.;
- Книга II: до конца первой Пунической войны (241 до н. э.);
- Книга III: до конца второй Пунической войны (201 до н. э.);
- Книга IV: до конца Югуртинской войны (104 до н. э.);
- Книга V: до конца диктатуры Суллы (79 до н. э.);
- Книга VI: до убийства Цезаря (44 до н. э.).

Следующие 4 книги изложены как биографии императоров в духе Светония: происхождение императора, его личность, основные действия, смерть, продолжительность правления и возраст при смерти, упоминание обожествления.
- Книга VII: переход к империи, Юлии-Клавдии (27—68) и Флавии (69—96);
- Книга VIII: Антонины (96—192) и Северы (193—265);
- Книга IX: завершение кризиса III века и Диоклетиан (284—305);
- Книга X: доминат до конца правления императора Иовиана (365 год).

«Бревиарий» описывает события в свете, выгодном сенату: пренебрегает греческой историей, придаёт отрицательный образ Марию и Цезарю и положительный — императорам, одобренным сенатом. Евтропий — единственный историк, который систематически описывает процедуру обожествления императоров, проводимую сенатом и ставившую их на один уровень.
«Бревиарий» имел немедленный успех: так, около 380 года, через 10 лет после написания он был переведён на греческий Пеанием, а в начале VI века появился новый перевод Ликия Капитона; в VIII веке Павел Диакон сделал этот труд основой для своей римской истории, а от IX—XIII веков дошло 19 рукописей текста Евтропия. В 1516—1979 годах было сделано в общей сложности 23 издания.

## Переводы Евтропия
- В серии «Collection Budé»: Eutrope. Abrégé d’histoire romaine. Texte établi et traduit par J. Hellegouarch. — LXXXV, 417 p.

Русские переводы:
- Евтропия Сокращение римской истории до времён кесарей Валента и Валентинияна / Пер. с лат. языка С. Воронцовым. — М., 1759. — 159 с. — 2-е изд. — М., 1779.
- В XIX веке издавался в России на латинском языке.
- Евтропий. Краткая история от основания Города = Breviarium ab Urbe condita : [пер. с лат.] / Пер. А. И. Донченко // Римские историки IV века / Ст. и комм. Ф. М. Высокого, А. И. Донченко, М. Л. Хорькова ; Отв. ред. к. и. н. М. А. Тимофеев. — М. : РОССПЭН, 1997. — С. 5—73. — 414 с. — ISBN 5-86004-072-5.
- Евтропий. Бревиарий от основания Города / Пер. и прим. Д. В. Кареева, Л. А. Самуткиной. — СПб.: Алетейя, 2001. — 305 с. — (Сер.: «Античная история»). — ISBN 5-89329-345-2
- Евтропий. Краткая история от основания Города. — … Директ-медиа, 2008. — 203 с. — ISBN 9785998916403
- Евтропий. Краткая история от основания Города / Пер. с лат., вступ. ст., коммент. А. Б. Егорова. (С прилож. оригинального лат. текста.) — СПб.: Гуманит. акад., (готовится к печати). — 224 с. — Перепл., 84х108/32. — Тираж 2000 экз.